# Ковалівка (Коростенський район)
Ковалі́вка — село в Україні, в Коростенському районі Житомирської області. Входить до складу Олевської міської громади. Населення становить 179 осіб.

## Географія
Селом протікає річка Зольня.

## Історія
Під час організованого радянською владою Голодомору 1932—1933 років померло щонайменше 10 жителів села.
Колишній орган місцевого самоврядування — Зольнянська сільська рада.

## Населення
Згідно з переписом УРСР 1989 року чисельність наявного населення села становила 190 осіб, з яких 82 чоловіки та 108 жінок.
За переписом населення України 2001 року в селі мешкало 179 осіб. 100 % населення вказало своєю рідною мовою українську мову.